# Porfirio Jiménez
Porfirio Jiménez Barrera (* 15. September 1965) ist ein ehemaliger mexikanischer Fußballspieler, der vorwiegend im Mittelfeld agierte.

## Laufbahn
Jiménez stand von 1985 bis 1992 beim CD Cruz Azul unter Vertrag, mit dem er in den Spielzeiten 1986/87 und 1988/89 jeweils Vizemeister der mexikanischen Liga wurde. Die Saison 1992/93 verbrachte er beim CF Monterrey, bevor er zu den Tecos UAG wechselte, mit denen er gleich in seiner ersten Saison 1993/94 den einzigen Meistertitel in deren Vereinsgeschichte gewann. 1997 beendete Jiménez seine aktive Laufbahn bei den Tecos.

## Erfolge
- Mexikanischer Meister: 1993/94